# アトラクション交代利用
- ディズニーパーク > 東京ディズニーリゾート
  - 東京ディズニーランド > アトラクション交代利用
  - 東京ディズニーシー > アトラクション交代利用

アトラクション交代利用（アトラクションこうたいりよう）またはチャイルドスイッチまたはベビースイッチとは、東京ディズニーランド、東京ディズニーシー、ユニバーサル・スタジオ・ジャパン、富士急ハイランドなどにおいて、利用制限のあるアトラクションに対し、利用基準に満たない者の同伴者（保護者）が2名以上いる場合に、交代でアトラクションを利用できるシステムのことである。
ユニバーサル・スタジオ・ジャパンではチャイルドスイッチと言う。ベビースイッチ、ペアレントスイッチなどとも呼ばれる。富士急ハイランドでもチャイルドスイッチと呼ばれていたが、幼児の他ペットを連れている場合でも利用可能になった為、2021年6月1日よりエンジョイ・スイッチライドに名称を変更し、利用出来るアトラクションが増えた。ウォルト・ディズニー・ワールド・リゾートではライダースイッチ（Rider Switch）と言う。
ナガシマスパーランド、ラグーナテンボスでも行っている。

## 概略
東京ディズニーランド、東京ディズニーシー、ユニバーサル・スタジオ・ジャパンには、年齢や身長など、利用するのに制限のあるアトラクションが存在する。利用基準に満たない者と2名以上の同伴者がいる場合、同伴者が交代でアトラクションを利用する際に、このシステムを利用すると、後からアトラクションを利用する同伴者は、通常よりも短い待ち時間でアトラクションを利用できる。大人1人が乗り物に乗っている間、もう1人の大人が子供の面倒を見ながら待っていて、1人目が乗り終わってから交代で乗る場合に、2回並ばなくても、1回の待ち時間で乗れるようにするシステムである。

## 利用手順の例
富士急ハイランドの場合、家族全員分のフリーパス（最大8人まで）を持ち、小学生にならない幼児またはペットを含む家族であることが利用条件。
1. フリーパス所持者全員でチケット売場に行き、スタッフにエンジョイ・ライドスイッチの利用を伝え、申込書に必要事項を記入しカードを受け取る。
2. 前半に乗車する保護者は、通常の待ち列に並び、カードを乗り場のスタッフに提示する。
3. アトラクション乗車後、後半に乗車する保護者にカードを渡す。
4. 後半に乗車する保護者は、絶叫優先券レーンより進み、カードを乗り場のスタッフに渡す。

東京ディズニーランド、東京ディズニーシーにおいて、「3歳未満は利用不可」というアトラクション（ファストパス対応）に対し、2歳児、保護者A、保護者Bの3人グループが、アトラクション交代利用を行う手順を以下に例示する。
1. 保護者A、保護者Bが両名とも利用するアトラクションのファストパスを取得する（ファストパス非対応のアトラクションの場合は全員そろってアトラクションへ向かう）。
2. ファストパスの使用可能時間になったら、保護者A、保護者Bがアトラクションキャストにアトラクション交代利用を行う旨を告げる。
3. 保護者Bは自分の分のパークチケットをアトラクションキャストに渡し、キャストが待ち時間に応じたパークチケットに利用時間を設定する。
4. 保護者A、保護者Bは、落ち合う方法、場所、連絡手段などを互いに確認しておく。
5. 保護者Aは、自分の分のファストパスを用いてアトラクションを利用する。
6. 利用時間になったら、保護者Aと交代し、保護者Bは利用時間が設定されている自身のパークチケットをアトラクションキャストに提示の上、交代利用であることを伝える。
7. 保護者Bがアトラクションを利用する。この時アトラクションの乗り場までは、スタンバイ列及びファストパス列とは異なるルートで案内されることもある。

ファストパスが利用できないアトラクションでは、保護者Aは通常の待ち時間を要することになる。この場合でも、後から利用する保護者Bが通常よりも大幅に短い待ち時間でアトラクションを利用できる。
保護者が3人以上いる場合も、同様の手順となる。アトラクションを後から利用する保護者Bに相当する人数は、アトラクションキャストが利用人数分のパークチケットに利用時間を設定する。このためこの制度を利用する際には、ファストパスを利用しない場合には全員そろっているか、全員分のファストパスが必要になる。
ユニバーサル・スタジオ・ジャパンでは、同様にチャイルドスイッチカードをもらうが、チャイルドスイッチエリアという専用待合室が設けられている。香港ディズニーランドでもライダースイッチエリアが設けられている。

## 利用可能アトラクション

### 東京ディズニーリゾート
利用できるアトラクションは「利用規定のあるすべてのアトラクションで対応」となっているため、利用制限のあるアトラクションを以下のように列挙する（2021年6月現在）。
- アトラクション名（利用制限内容）

#### 東京ディズニーランド
- カリブの海賊（補助なしで座れる）
- ビッグサンダー・マウンテン（102cm以上）
- スプラッシュ・マウンテン（90cm以上）
- ビーバーブラザーズのカヌー探険（補助なしで座れる）
- キャッスルカルーセル（補助なしで座れる）
- 白雪姫と七人のこびと（補助なしで座れる）
- 空飛ぶダンボ（補助なしで座れる）
- 美女と野獣"魔法のものがたり"（補助なしで座れる）
- ピーターパン空の旅（補助なしで座れる）
- ピノキオの冒険旅行（補助なしで座れる）
- プーさんのハニーハント（補助なしで座れる）
- ガジェットのゴーコースター（補助なしで座れる、90cm以上）
- スター・ツアーズ:ザ・アドベンチャーズ・コンティニュー（補助なしで座れる、102cm以上）
- スペース・マウンテン（102cm以上）
- ベイマックスのハッピーライド（補助なしで座れる、81cm以上）
- モンスターズ・インク"ライド&ゴーシーク"（補助なしで座れる）

#### 東京ディズニーシー
- ソアリン：ファンタスティック・フライト（補助なしで座れる、102cm以上）
- タワー・オブ・テラー（補助なしで座れる、102cm以上）
- トイ・ストーリー・マニア!（補助なしで座れる）
- アクアトピア（補助なしで座れる）
- ニモ&フレンズ・シーライダー（補助なしで座れる、90cm以上）
- インディ・ジョーンズ・アドベンチャー:クリスタルスカルの魔宮（117cm以上）
- レイジングスピリッツ（117cm以上、195cm以下）
- ジャスミンのフライングカーペット（補助なしで座れる）
- スカットルのスクーター（補助なしで座れる）
- フランダーのフライングフィッシュコースター（補助なしで座れる）
- センター・オブ・ジ・アース（117cm以上）

### ユニバーサル・スタジオ・ジャパン
- ハリウッド・ドリーム・ザ・ライド
- ハリウッド・ドリーム・ザ・ライド ～バック・ドロップ～
- スペース・ファンタジー・ザ・ライド
- セサミストリート 4-D ムービーマジック
- シュレック 4-D アドベンチャー
- アメージング・アドベンチャー・オブ・スパイダーマン・ザ・ライド 4K3D
- ターミネーター 2:3-D
- ミニオン・ハチャメチャ・ライド
- ミニオン・ハチャメチャ・アイス
- バックドラフト
- ザ・フライング・ダイナソー
- ジュラシック・パーク・ザ・ライド
- マリオカート 〜クッパの挑戦状〜
- ヨッシー・アドベンチャー
- ジョーズ
- ハリー・ポッター・アンド・ザ・フォービドゥン・ジャーニー
- フライト・オブ・ザ・ヒッポグリフ
- フライング・スヌーピー
- ハローキティのカップケーキ・ドリーム
- ビッグバードのビッグトップ・サーカス
- エルモのゴーゴー・スケートボード
- モッピーのバルーン・トリップ
- エルモのバブル・バブル

### 富士急ハイランド
利用者全員がフリーパスを購入している事、グループ内で先にアトラクションを利用する人は通常の列に並び（絶叫優先券の併用不可）、後からアトラクションを利用する人はグループの半数以下といった条件がある。
- キング・オブ・コースターFUJIYAMA
- 高飛車
- ええじゃないか
- ド・ドドンパ
- ナガシマスカ
- 鉄骨番長
- テンテコマイ
- 絶望要塞3
- 富士飛行社
- 科学忍具道場